# Joan Tomàs i Rossich
Joan Tomàs i Rosich (Igualada, 1892- Mèxic, 1968) fou un periodista català, exiliat pel franquisme a Mèxic.
Començà a estudiar enginyeria industrial, però als dos anys ho deixà per dedicar-se al periodisme. El 1910 va fundar a Igualada la revista Gatzara i col·laborà al Diari d'Igualada. Després es va establir a Barcelona, on col·laborà a El Diluvio, El Poble Català, La Publicitat, Mirador, L'Opinió i El Be Negre com a especialista en cinema, circ i teatre.
En acabar la guerra civil espanyola es va traslladar a França, d'on va marxar a Mèxic el 1942 a bord del Nyassa. Allí va continuar la seva tasca periodística a El Redondel, d'on disposava de la secció El séptimo cielo, que va compaginar amb la seva col·laboració a les revistes de l'exili la Nostra Revista i Pont Blau.